# Polyrhachis aurita
Polyrhachis aurita är en myrart som beskrevs av Carlo Emery 1911. Polyrhachis aurita ingår i släktet Polyrhachis och familjen myror.

## Underarter
Arten delas in i följande underarter:
- P. a. aurita
- P. a. longispina
- P. a. schlaginhaufeni